# Глогерово правило
Глогерово правило је екогеографско правило које тврди да се у ендотермним врстама пигментисанији облици налазе у влажнијим срединама, нпр. у близини екватора. Правило је названо по зоологу Константину Вилхелму Ламберту Глогеру, који је први пут поменуо овај феномен 1833. године у прегледу коваријације климе и боје птичјег перја.  Глогер је показао да су птице у влажнијим стаништима обично тамније од сродних врста из региона са већом влажности. У преко 90% од 52 истраживања, северноамеричке птичје врсте у складу су са овим правилом. 
Једно објашњење Глогеровог правила код птица могла би бити појачана отпорност тамног перја на бактерије које разграђују перје или длаку. Перје у влажним срединама обично носи на себи више бактерија, а и влажна окружења су погоднија за њихов раст, али је тамно перје теже разградити. 
Међу сисарима постоји изражена тенденција међу врстама које живе у екваторијалним и тропским регионима да имају тамнију боју коже у односу на сроднике који живе ближе половима. У случају сисара, главни разлог вероватно лежи у потреби за бољом заштитом од интензивнијег сунчевог УВ зрачења на мањим географским ширинама. 